# Архитектура Монголии

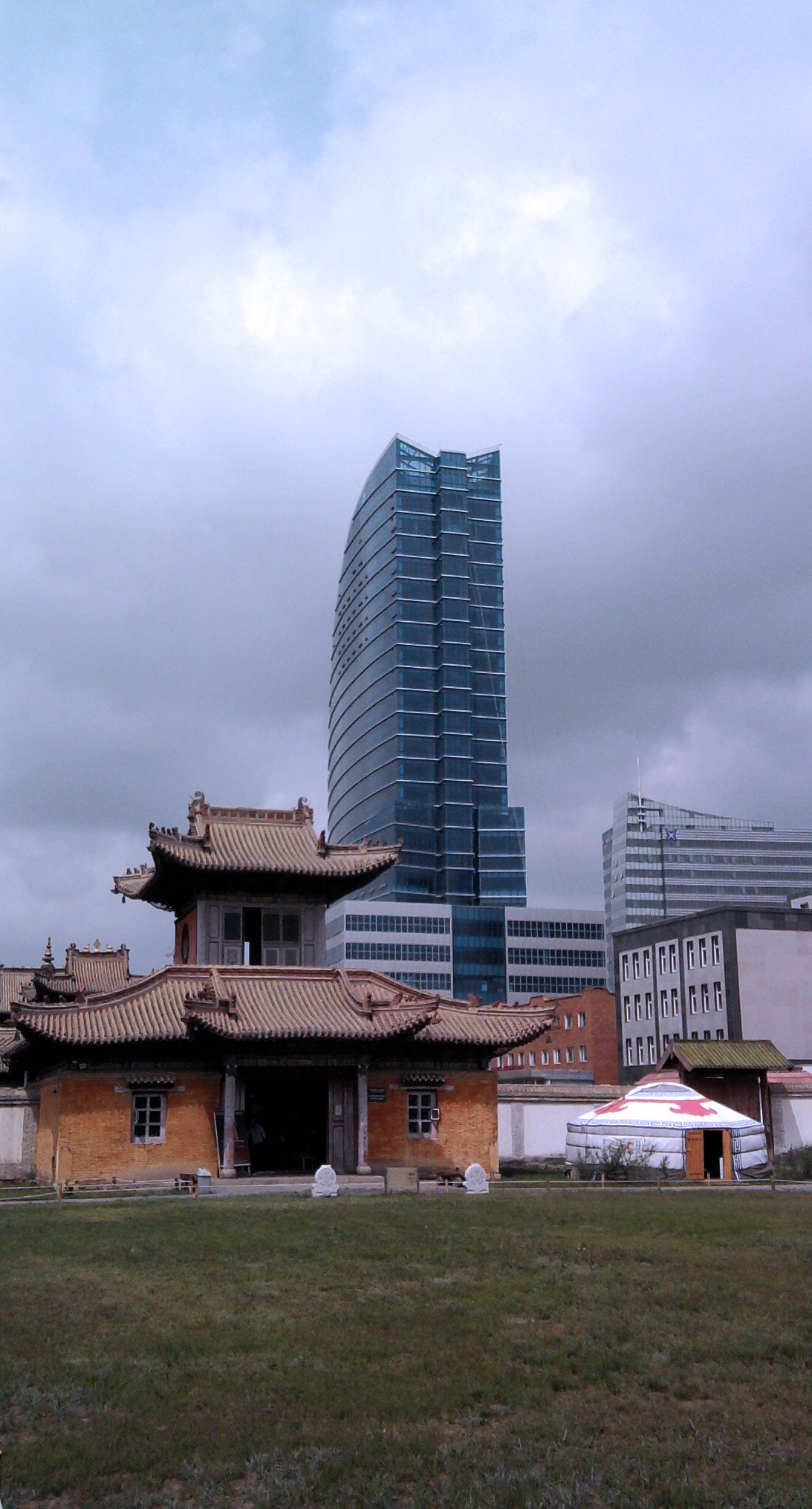
Юрта, храм и небоскреб

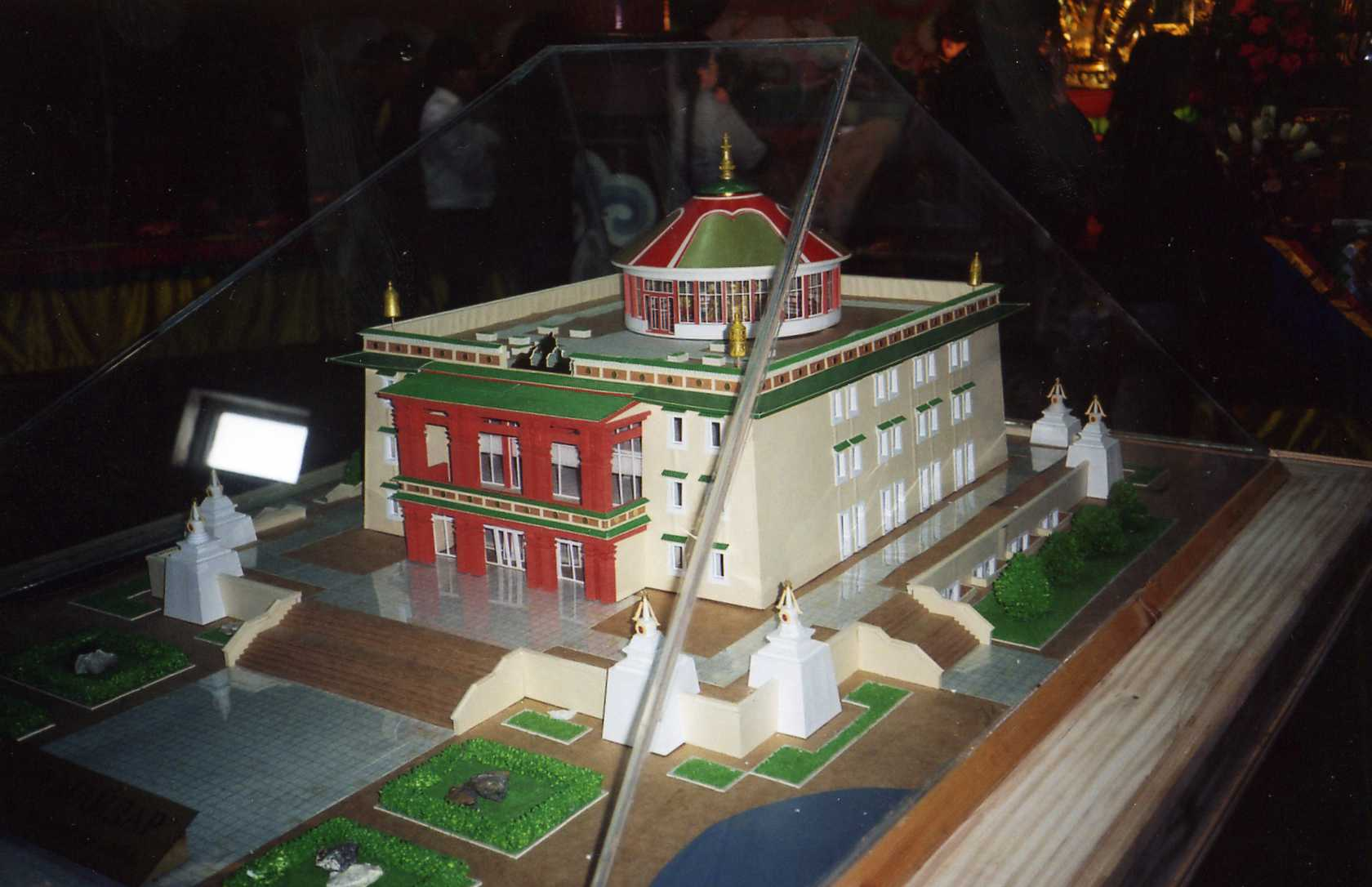
Модель храма Майтреи. Статуи Майтреи можно увидеть через окно купола-юрты

Традиционным монгольским жилищем является юрта (монг. гэр). Согласно монгольскому художнику и искусствоведу Н. Цултэму, юрты были основой для развития традиционной монгольской архитектуры. В XVI-XVII веках по всей стране были построены монастыри. Чтобы разместить растущее число верующих, они должны были быть увеличены. Для этого монгольские архитекторы использовали структуры пирамидальной крыши. Дальнейшее расширение привело к квадратной форме храмов. Крыши были сделаны в форме шапито.

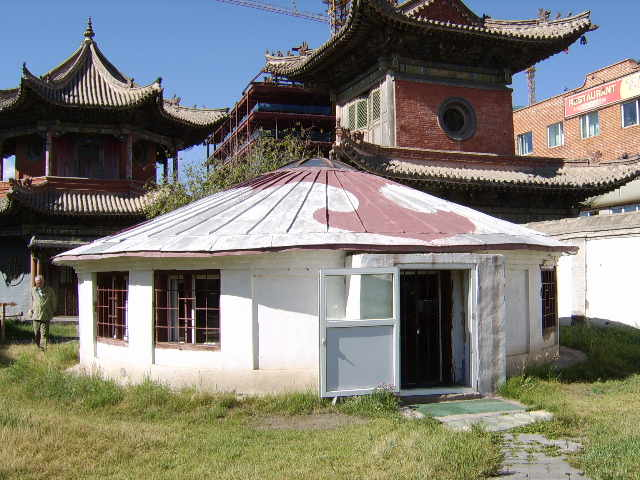
Юрточная форма храма. Начало XX века

Решёточные стены, крыша из слоёв войлока заменялись камнем, кирпичом, балками и досками, и становились постоянными.
Цултэм выделил три стиля в традиционной монгольской архитектуре: монгольский, тибетский и китайский, а также комбинации из этих трёх. Среди первых квадратных храмов был Бату-Цаган (1654), разработанный Дзанабадзаром. Храм Лавран (XVIII век) в монастыре Эрдэни-Дзу был построен в тибетской традиции. Квадратный храм Цогчин в Улан-Баторском монастыре Гандантэгченлин является сочетанием монгольской и китайской традиций. Храм Майтреи (разобран в 1938) был примером тибетско-монгольской архитектуры.
В социалистическую эпоху монгольские архитекторы продолжали использовать традиционные элементы, такие как круглые формы и извилистые украшения.

## Предимперский период

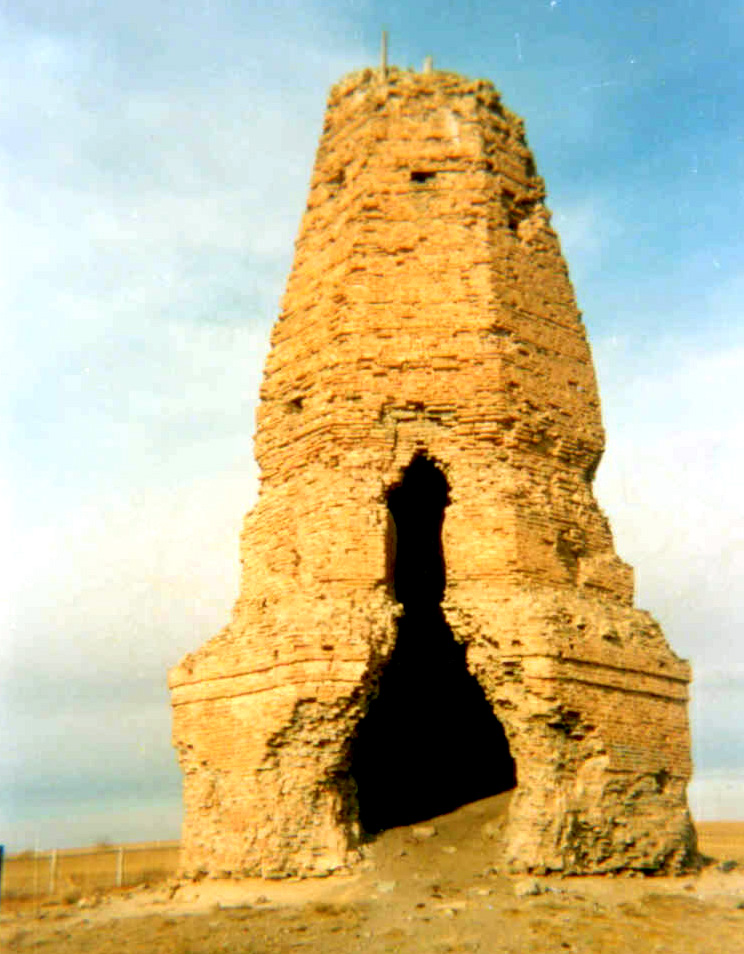
Киданьская ступа вблизи города Барс-Хот

Жилища Хунну, правивших на территории Монголии с III-го века до н. э. по I-й век н. э., были небольшими круглыми палатками на телегах и круглыми юртами. Аристократия жила в маленьких дворцах, и их деревни были защищены огромными стенами. С. И. Руденко также упоминает о капитальном строительстве построек из брёвен. Археологические раскопки свидетельствуют, что у Хунну были города.
Главный город хунну назывался Луут-Хот (Город Драконов).
Значительное строительство вели тюркские и уйгурские племена, которые с VI-го по IX-й век построили свои государства на территории Монголии. Несколько тюркских городов было в бассейне рек Орхон, Туул и Селенга.
Древняя столица Уйгурского каганата Хара-Балгас, основанная в VIII веке, в 840 году была разрушена и сожжена войсками Тюркского каганата. Сохранился фрагмент 12-метровой крепости с 14-метровой сторожевой башней. Хара-Балгас был крупным торговым центром. Архитектура здесь развивалась под влиянием согдийских и китайских традиций. Уйгурский каганат был окончательно разгромлен киргизами, которые уничтожили передовую культуру уйгуров. Культурное развитие страны было значительно отброшено назад.
Археологические раскопки обнаружили следы городов киданьского периода в Монголии. Он длился с X по XII века. Наиболее значительный из раскопанных городов — Хатун-Хот, основанный в 944 году. Другой значимый город киданей — Барс-Хот в бассейне реки Керулен. Он занимал площадь 1600x1810 метров и был окружен с глинобитными стенами, сохранившиеся до сегодняшнего дня, высотой в 4 метра и толщиной в 1,5—2 метра. Вблизи стены находится остаток ступы. Одну из них в 1940-х годах уничтожил пушечным огнём советский гарнизон.

## Юрта
Юрта является традиционным жилищем монгольских кочевников. Она имеет круглую форму, складной деревянный каркас, и сверху покрывается войлоком. По-монгольски юрта называется «гэр», в современном языке это слово используется в общем значении «дом».
В XII и XIII веках для ханов и вождей строились специальные юрты на телегах. Во время раскопок Каракорума были найдены разные железные изделия огромных размеров. Расстояние между колёсами такой телеги составляет более 6 метров, что потянуло бы 22 быка. Такие юрты упоминаются в Сокровенном сказании монголов.
Общее расположение юрт в юрточном становище средневековой Монголии называлось монг. хурээ (курень, круг). В курене юрта командующего располагалась в центре, а юрты других членов племени — вокруг неё, образуя временное укрепление. Эта организация носила защитную функцию в условиях частых военных столкновений. На смену куреню вскоре пришёл аил (монг. айл), применявшееся в XIII и XIV веках во время единого монгольского государства, когда внутренние столкновения прекратились. Курени вернулись после распада монгольского государства в XV веке. В XVI и XVII веках, когда в Монголии утвердился буддизм, данный вид организации пространства стал основой для планировки монастырей, которые изначально были кочевыми юрточными комплексами (другой тип монастырей, хийд, строился по канону, заимствованному из Тибета). На основе Хурэ выросли многие города, и названия таких пунктов сохранило в себе слово Хурэ (например, Их-Хурэ, Баруун-Хурэ, Заин-Хурэ и др.).

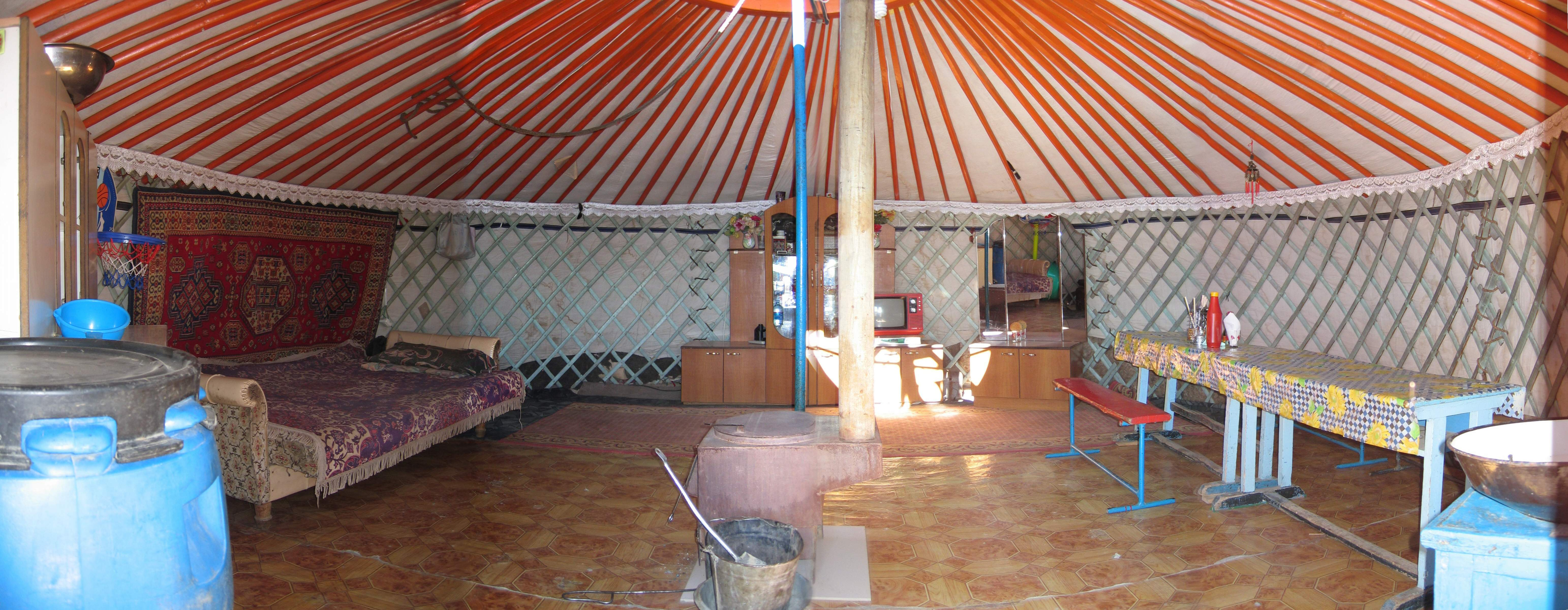
Внутри юрты

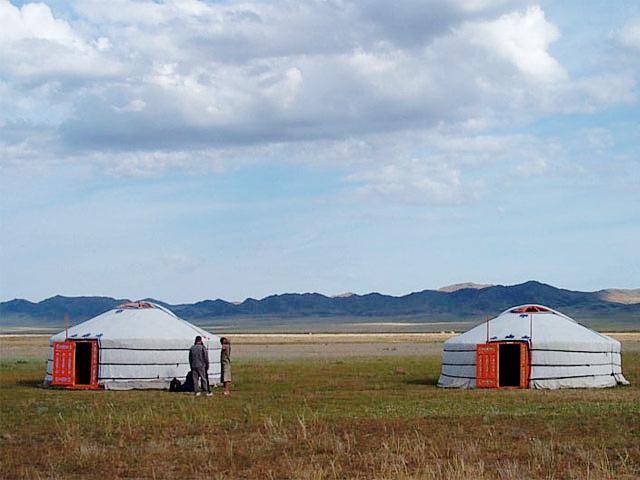
Две юрты в монгольской степи

Первоначально скат крыши был круче, а наверху был специальный обод вокруг открытого центра, чтобы дым легче выходил из юрты. Введение закрытых печей с трубами (зуух) в XVIII и XIX веках позволило упростить конструкцию и использовать крышу с более пологим скатом. Использование дополнительного слоя покрытия для защиты от дождя было введено сравнительно недавно. Обычно юрты были чёрными (хар) или бурыми (бор), а белый войлок для юрт первоначально было только на юртах знати; однако, со временем это стало обычным явлением.

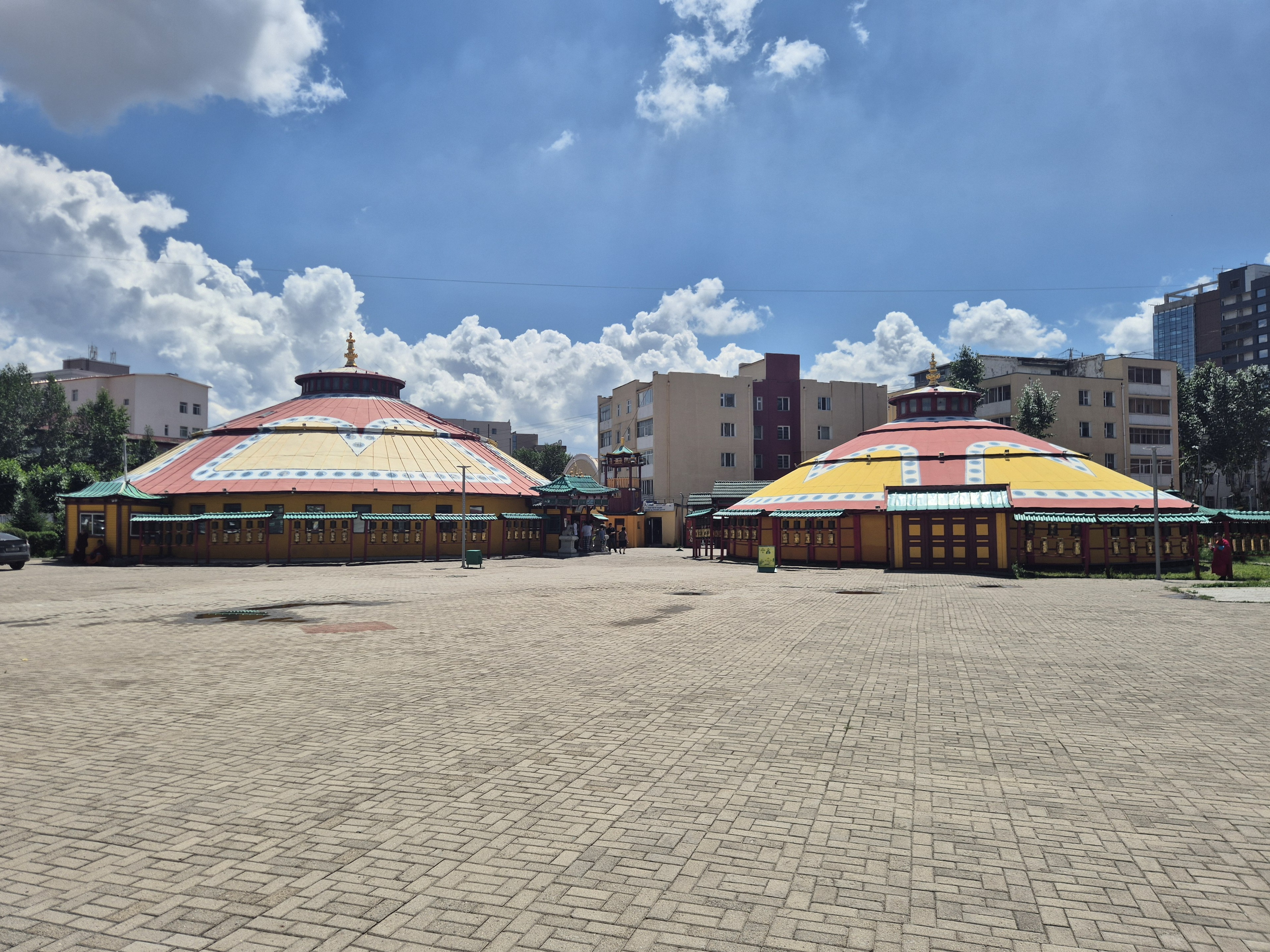
Храм в монастыре Дашичолин-хийд

Внутренней обстановке уделялось особое значение для каждого из основных направлений. Так, двери всегда выходили на юг. Оленеводы (цаатаны) ориентировались во времени по нахождению в юрте с солнечного света, проходящего через верхнее отверстие. Северо-восточная часть юрты отводилась женщинам. Посторонним был традиционно запрещён вход в эту часть юрты, когда женщина находится здесь. Во время семейных ссор женщине было разрешено с этого места бросать предметы в мужа.
Юрты использовались в Центральной Азии на протяжении тысяч лет. В Монголии они повлияли на другие архитектурные формы, в частности, на архитектуру храмов.
В XXI веке от 30 % до 40 % населения проживает в юртах, большинство из которых возводится в окрестностях города.

## Палатки
Палатки также сыграли роль в формировании и развитии уникальной монгольской архитектуры. Хотя они и были временными, но довольно часто они использовались пастухами. Палатками также пользуются во время фестиваля Надом, праздников и других видов мероприятий.
- Джодгор — маленькая палатка для размещения одного или двух человек.
- Майхан — большая палатка для группы людей.
- Цатсар — ткань, положенная на вертикальные опоры без вертикальных стен.
- Цатхир — большая прямоугольная палатка с вертикальными ткаными стенками.
- Асар — для большого количества людей. Общее название для Цатсар и Цатхир.

Джованни Плано Карпини («История монголов») сообщал, что во время церемонии интронизации Хана Гуюка в 1246 году, был поставлен колоссальный шатёр-цатхир, способный принять 2000 человек, а стоял он на реке Тамир. Шатёр поддерживался столбами украшенными золотыми листьями, и с внутренней стороны стены были покрыты подобно куполам.
Позже проекты многих храмов были основаны на Цатхире.

## Имперский период

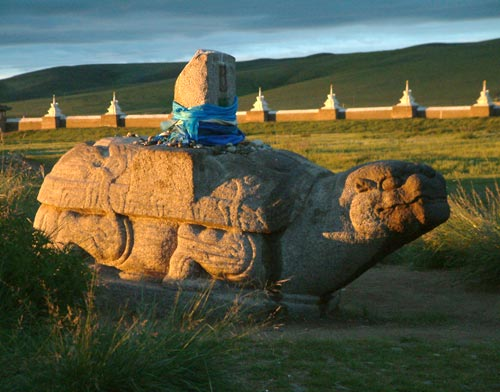
Каменная черепаха в Каракоруме

Развалины Каракорума, столицы Монгольской империи, впервые были найдены заново и изучены экспедицией Сергея Киселёва. Каракорум был основан в бассейне реки Орхон Чингис-ханом в 1220 году как главный военный центр. Однако, через 15 лет после основания он стал административным и культурным центром империи.

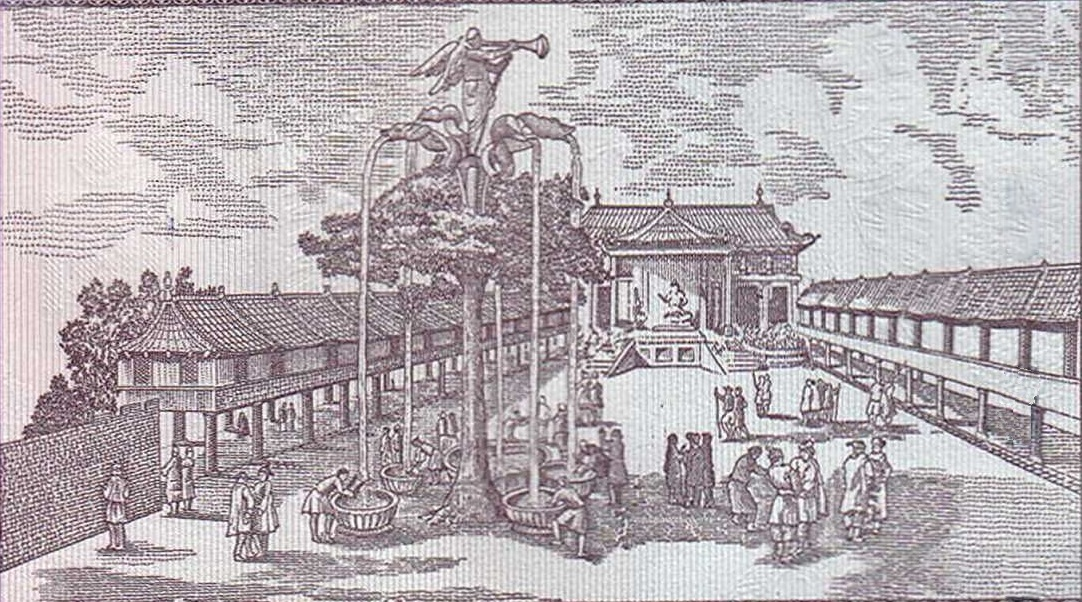
Фонтан «Серебряное древо» перед дворцом Ваньняньгун. XVIII век

В центре города расположен Дворец Великого Хана — дворец Ваньняньгун (монг. Түмэн амгалант). На основании записей Вильгельма Рубрука, большинство учёных считают, что перед дворцом находился фонтан «Серебряное древо». Однако есть группа исследователей, пришедших к выводу, что знаменитый фонтан был в самом дворце. По словам Рубрука, у подножия «Серебряного древа» было 4 серебряных скульптуры львов, и у них изо рта бежал айраг, молочный напиток монголов. Четыре золотые змеи обвились вокруг дерева. Вино будет литься из уст одного змея, айраг — от уст второго змея, мед с третьей, и рисовое пиво из уст четвёртой. В верхней части дерева был коронованный ангел, дующий в горн. Ветви, листья и плоды дерева были сделаны из серебра. Фонтан был разработан пленным скульптором из Парижа. Хан сам сидел на троне в северной части двора. Мужчины сидели в ряд по правую руку хана; женщины слева.
Раскопки частично дополняли эти описания. Здания были с подогревом от дыма труб, установленных под полом. Дворец хана был возведён на искусственной платформе площадью в 2475 м².
Угэдэй-хан приказал каждому из своих братьев, сыновей и других князей построить роскошный дворец в Каракоруме. Строилось много буддийских храмов. У каждых ворот на четыре стороны городской стены ставили скульптуры черепах. Стелы на спинах черепах увенчивались маяками для степных путешественников.
Было много других городов и дворцов по всей Монголии в XIII и XIV веках. Наиболее изученными являются руины дворца Ауруг вблизи на Керулене и городов Хирхира и Кондуй в Забайкалье. Последние два продемонстрировали, что города росли не только вокруг дворцов Хана, но и вокруг резиденций других. Город Хирхира выстроился вокруг резиденции Джучи-Хазара. Монгольская аристократия была недовольна началом строительства роскошных дворцов. Дворец в городе Хирхира был расположен в цитадели. Дворец в городе Кондуй был построен на двухметровой платформе, края которой украшали двухъярусные террасы, павильоны и бассейны. Археологические раскопки показали, что следы пожаров и их время в этих городах примерно такие же, как в Каракоруме — конец XIV века, когда китайская армия неоднократно врывалась в страну и грабила города, хотя агрессора каждый раз выводили за пределы страны. Каракорум был разрушен в 1380 году и так и не смог восстановить своё былое великолепие. После долгих и разрушительных войн, которые велись Китаем с 1372 до 1422 года культурный прогресс Монголии, достигнутый в ходе имперского периода, был погублен.

## Возрождение

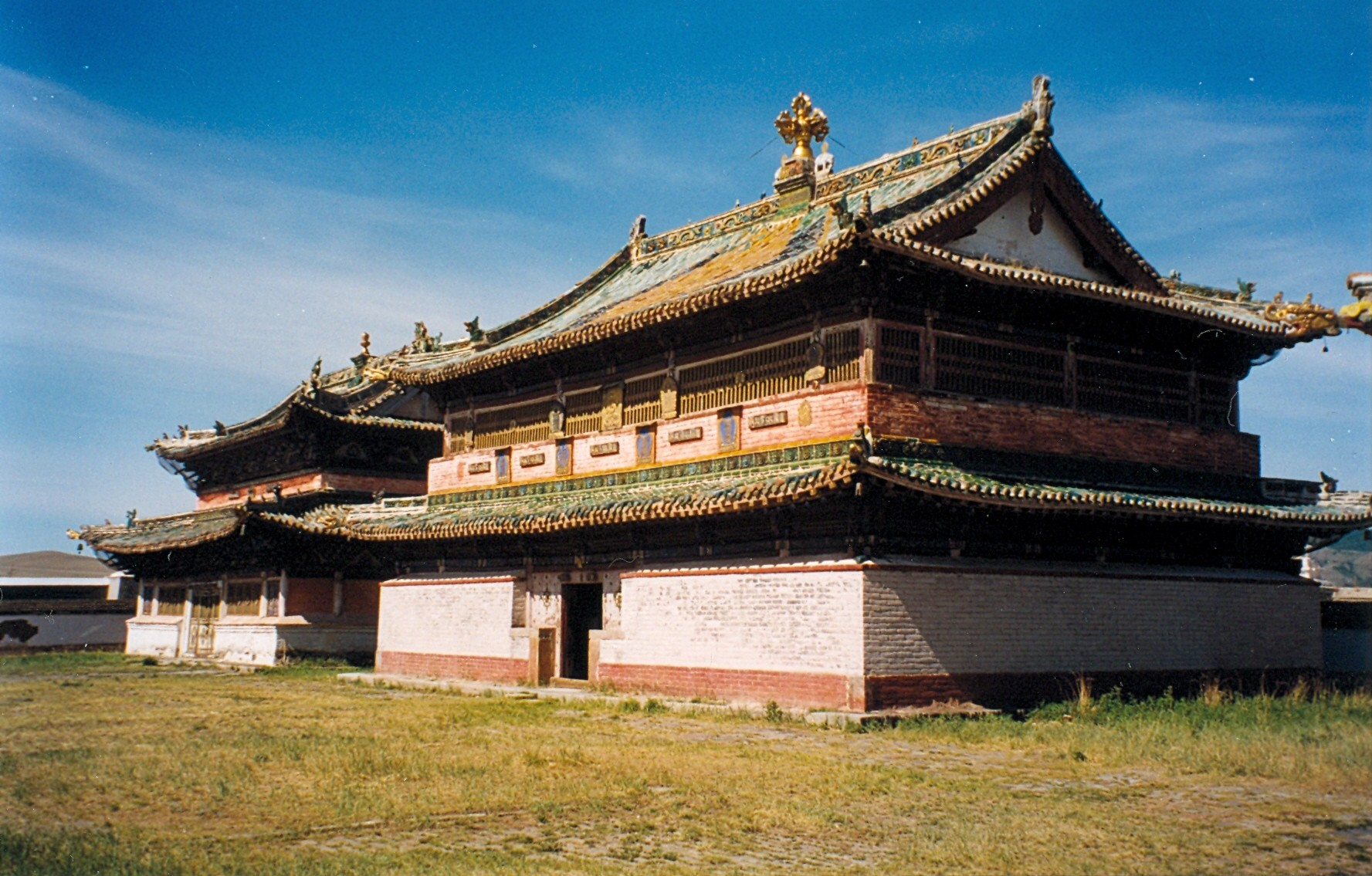
Храм в монастыре Эрдэни-Дзу

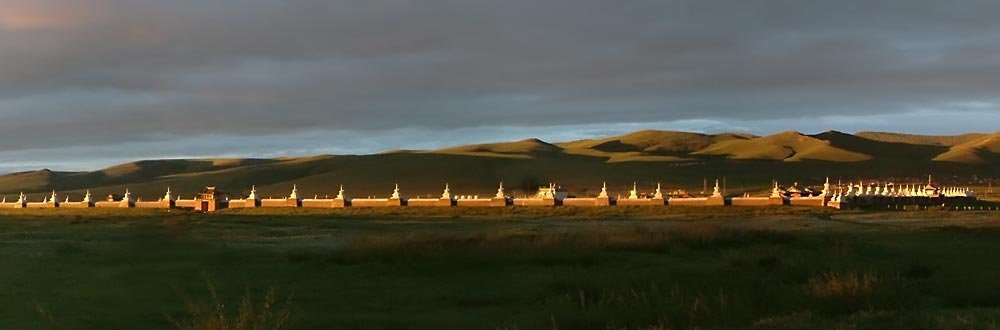
Стена монастыря Эрдэни-Дзу

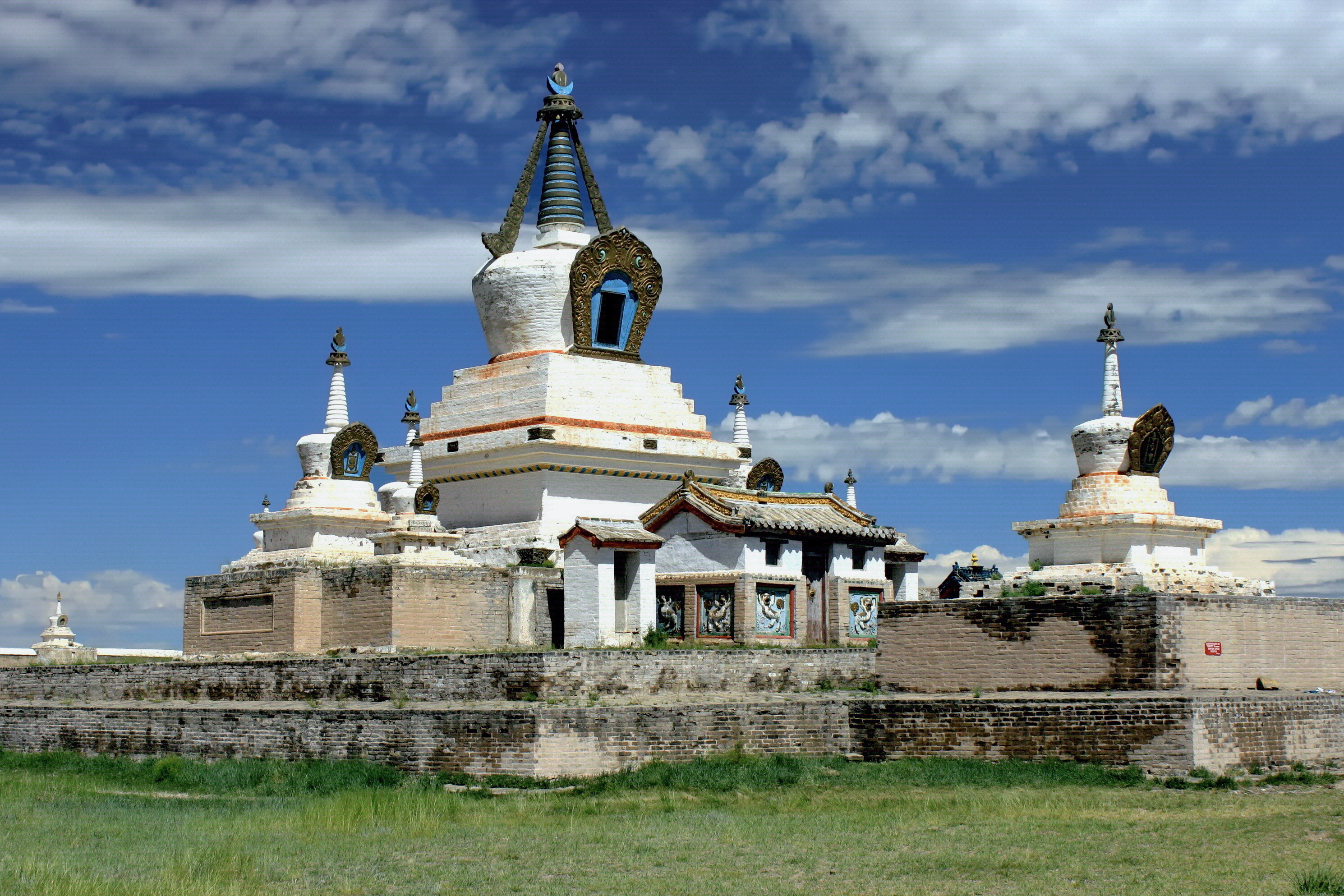
Ступа монастыря Эрдэни-Дзу

После двух веков культурного упадка в Монголии, со второй половины XVI века начинается ренессанс. Это был период относительно свободный от иностранных агрессий. В это время происходил ввод буддийской школы гэлуг. Алтан-хан основал в 1575 году город Хух-Хото как политический и культурный центр его владений. Среди первых буддийских монастырей Монголии этого периода был храм Цэгчен Хонхор Линг, расположенный около озера Кукунор, построенный Алтан-ханом в память о его встрече с Далай-ламой Сонам Гьяцо в 1577 году. Многие храмы были построены в Хух-Хото в течение этого периода времени, включая Храм Дачжао (1557).
Абатай-хан, Хан халха-монголов, основал монастырь Эрдэни-Дзу в 1585 году рядом с местом древнего города Каракорум. Хотя эти первые храмы похожи по признакам на китайские архитектурные стили, дальнейшее развитие с тибетским и индийским стилями создавало уникальный монгольский стиль.
Монгольский стиль начался с мобильных храмов. Как только они стали постоянными, они превратились в угловую и квадратичную структуру. Крыша непосредственно поддерживается колоннами и стенами, и выступает в качестве потолка.
Дзанабадзар, первый Богдо-гэгэн из Халха, руководил строительством многих храмов и монастырей в традиционном монгольском стиле. Ему удалось получить слияние восточной архитектуры с конструкциями монгольских юрт и палаток. Особенно был проработан храм Бату-Цаган Цогчин из Урги, ставший впоследствии образцом для дальнейшего развития монгольского стиля в архитектуре. Это большая шатер-образная структура, в которой четыре центральные колонны поддерживают основные области крыши. В среднем ряду есть 12 колонн и ряд столбцов. Общее число столбцов 108. Этот храм был разработан с таким расчетом, чтобы его можно было расширять по мере необходимости. Первоначально он был 42х42 метров и впоследствии был расширен до 51х51 метров.
Из индийской архитектуры пришли в Монголию ступы. Среди самых известных ступ — Ихтамир, Алтан субурган из Эрдэни-Дзу и др.

## Пост-Ренессанс

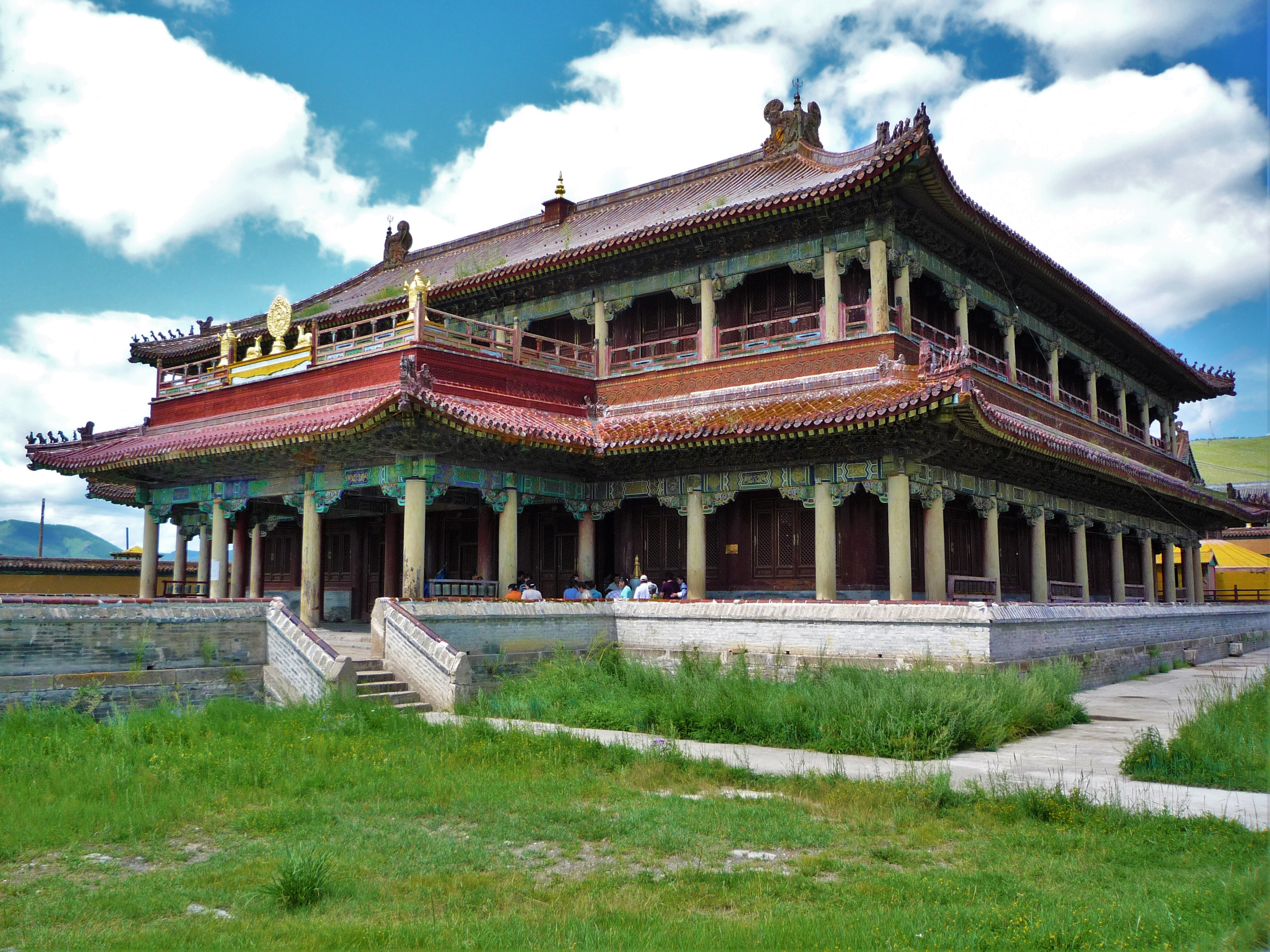
Храм монастыря Амарбаясгалант

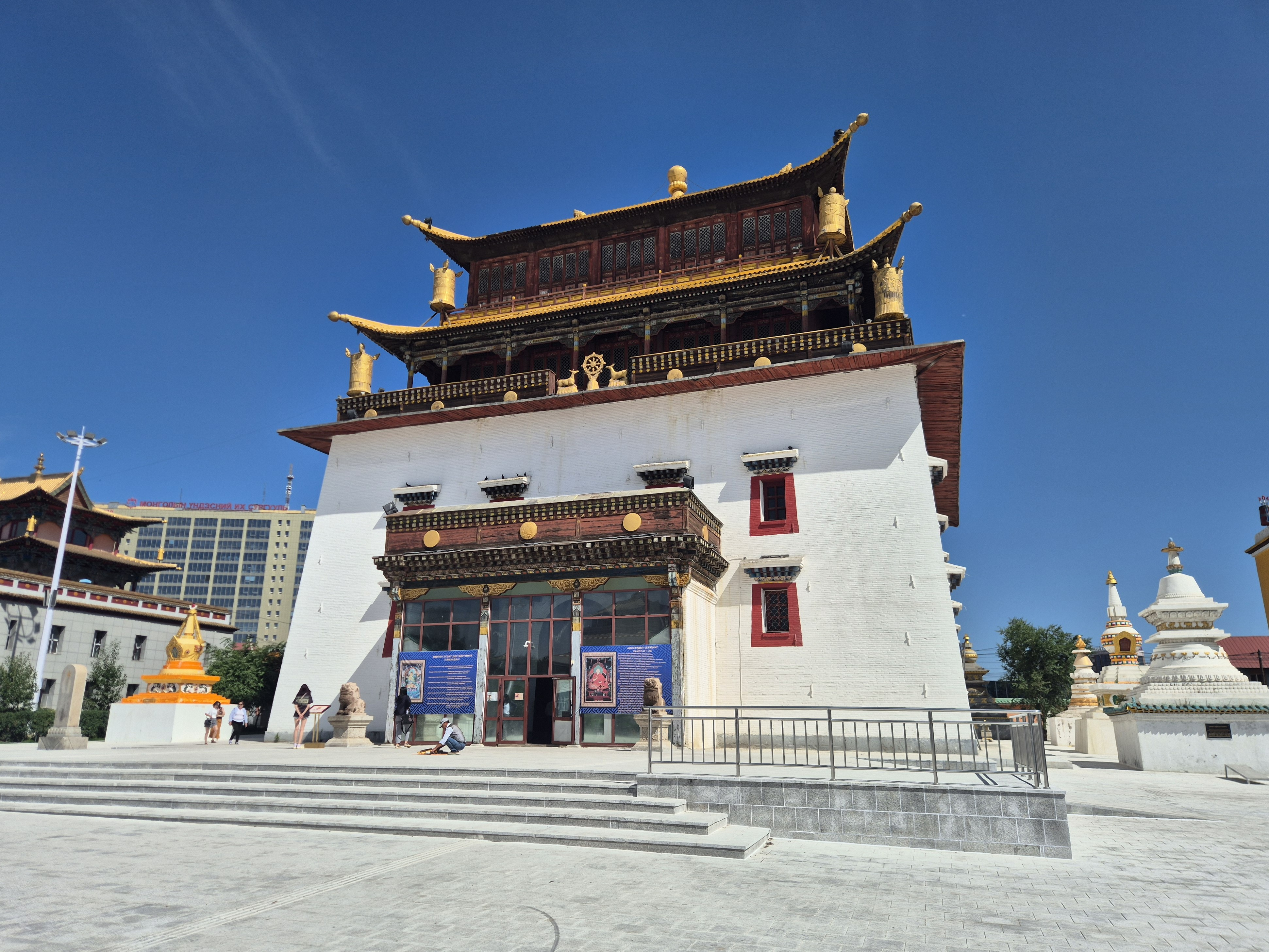
Храм Авалокитешвары

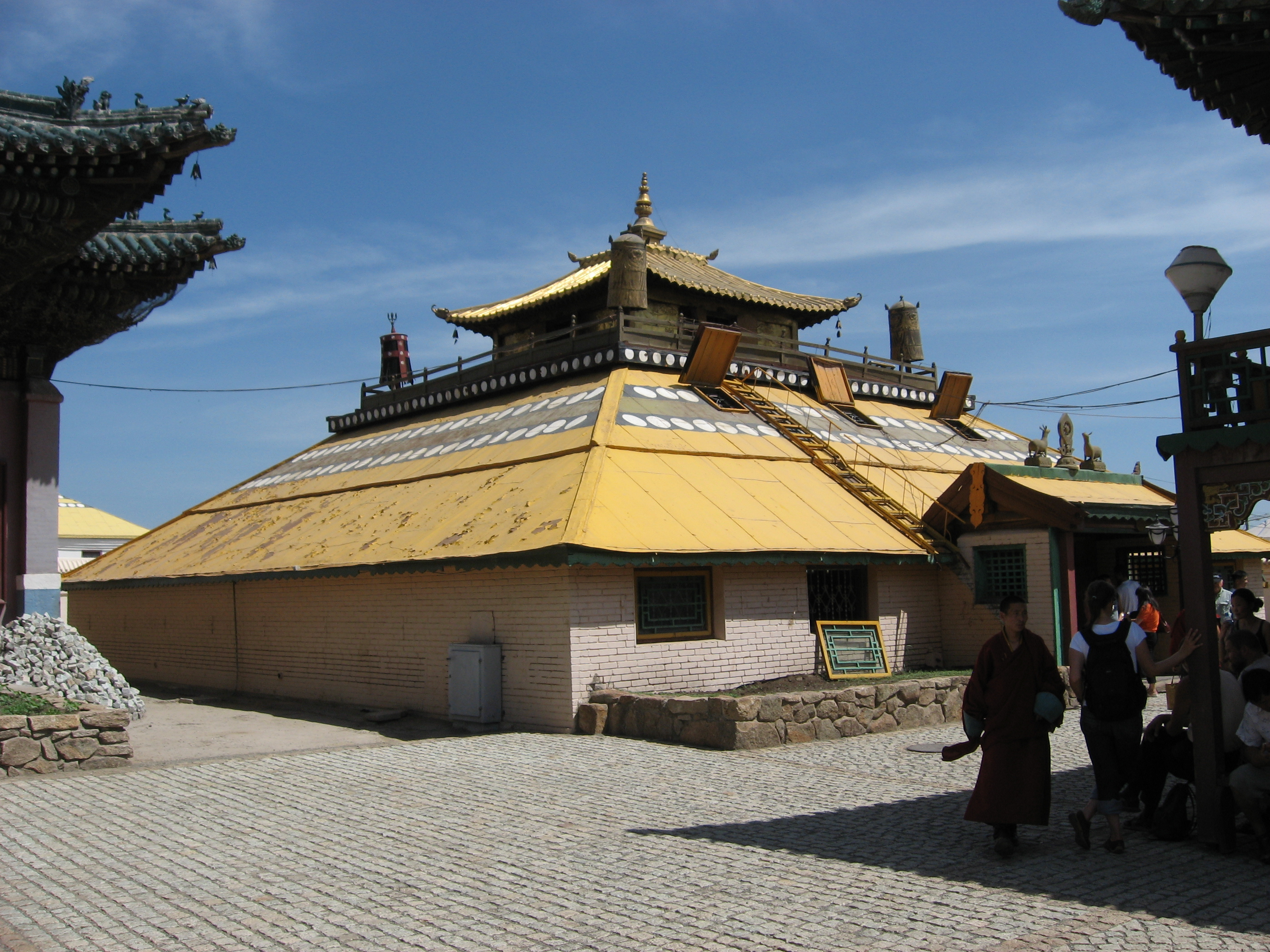
Квадратный храм в стиле Дзанабадзара

Строительство великолепных храмов в традициях эпохи Возрождения продолжалось в XVIII, XIX и начале XX веков. В разных описаниях XVIII—XIX веков были расписаны пропорции строительства зданий в отношении с пропорциями человеческого тела, процесс строительства храма Майтреи, разные правила по строительству, ремонту и обслуживанию храмов.
В этот период были построены монастыри Зуун-хурэ (1711), Амарбаясгалант (1727), Манджушри-хийд (1733) и другие. Кочевой монастырь Их-Хурэ, основанный для Дзанабадзара, в 1779 году осел недалеко от нынешнего Улан-Батора. В 1734 году началось строительство стены из субурганов вокруг монастыря Эрдэни-Дзу.
Храм бодхисаттвы Авалокитешвары (Мэгжид Жанрайсэг), возведённый в 1911—1913 годах, стал символом новой независимой Монголии. В начале XX века по всей стране существовало около 800 монастырей.

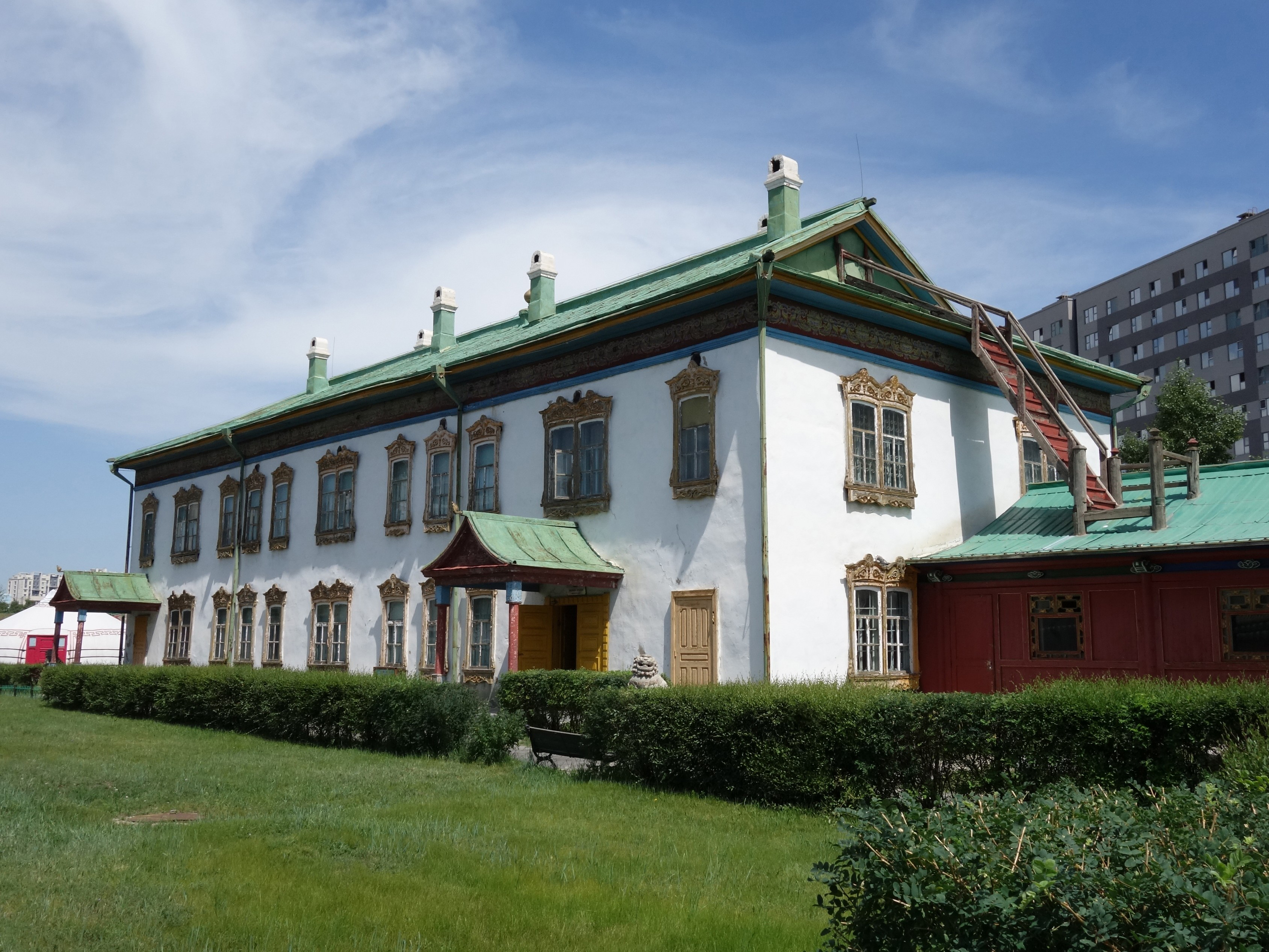
Зимний дворец Богдо-хана, построенный в традиционном русском стиле

Интересной тенденцией начала XX века стали эксперименты в сочетании традиционной азиатской архитектуры и элементов русского архитектурного стиля. Богдо-гэгэн VIII построил зимний дворец в своей резиденции в типично русском стиле. Легенда гласит, что маньчжурский император с подозрением относился к интересу Богдо-гэгэна VIII к европейской культуре, и, чтобы умерить его недовольство, Богдо-гэгэн распорядился установить на крыше дворца элемент тибетской храмовой архитектуры — ганджир. Другим примером сочетания азиатского и русского стилей архитектуры является ургинская резиденция князя Ханддоржа, где первый этаж здания выполнен по иркутскому образцу, а верхний — в китайском стиле. Первым чисто европейским зданием в Монголии стало российское консульство (1863), доныне не сохранившееся. Образцами европейской архитектуры являются двухэтажное здание Музея изобразительных искусств, изначально построенное русским купцом в 1905 году в качестве торгового дома, а также здания нынешних Рериховского дома-музея и Городского музея Улан-Батора.

## Революционная архитектура

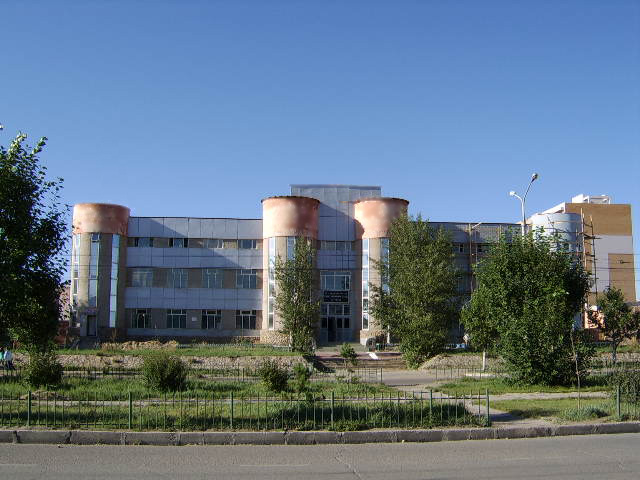
Бывший военный клуб в стиле конструктивизма. В настоящее время здание занимают университет искусства и кино

Несмотря на очевидный прогресс, революция также нанесла урон традиционной культуре — снос более 800 монастырей репрессии в отношении лам — носителей традиционной духовной культуры, в том числе мастеров традиционной архитектуры. Развитие национальной культуры монголов пришлось повторно начинать практически с нуля.
Конструктивизм и рационализм в архитектуре, которые процветали в СССР, имели место и в Монголии, хотя и в более скромных формах. Здание Комитета радио и почты было ярким примером конструктивизма. Такая конструкция была уникальной для Монголии, однако впоследствии не прижилась. Другие подобные здания — это служба компании Монголтранс, Министерство внутренних дел и Военный клуб.

## Классицизм и «массовое производство»

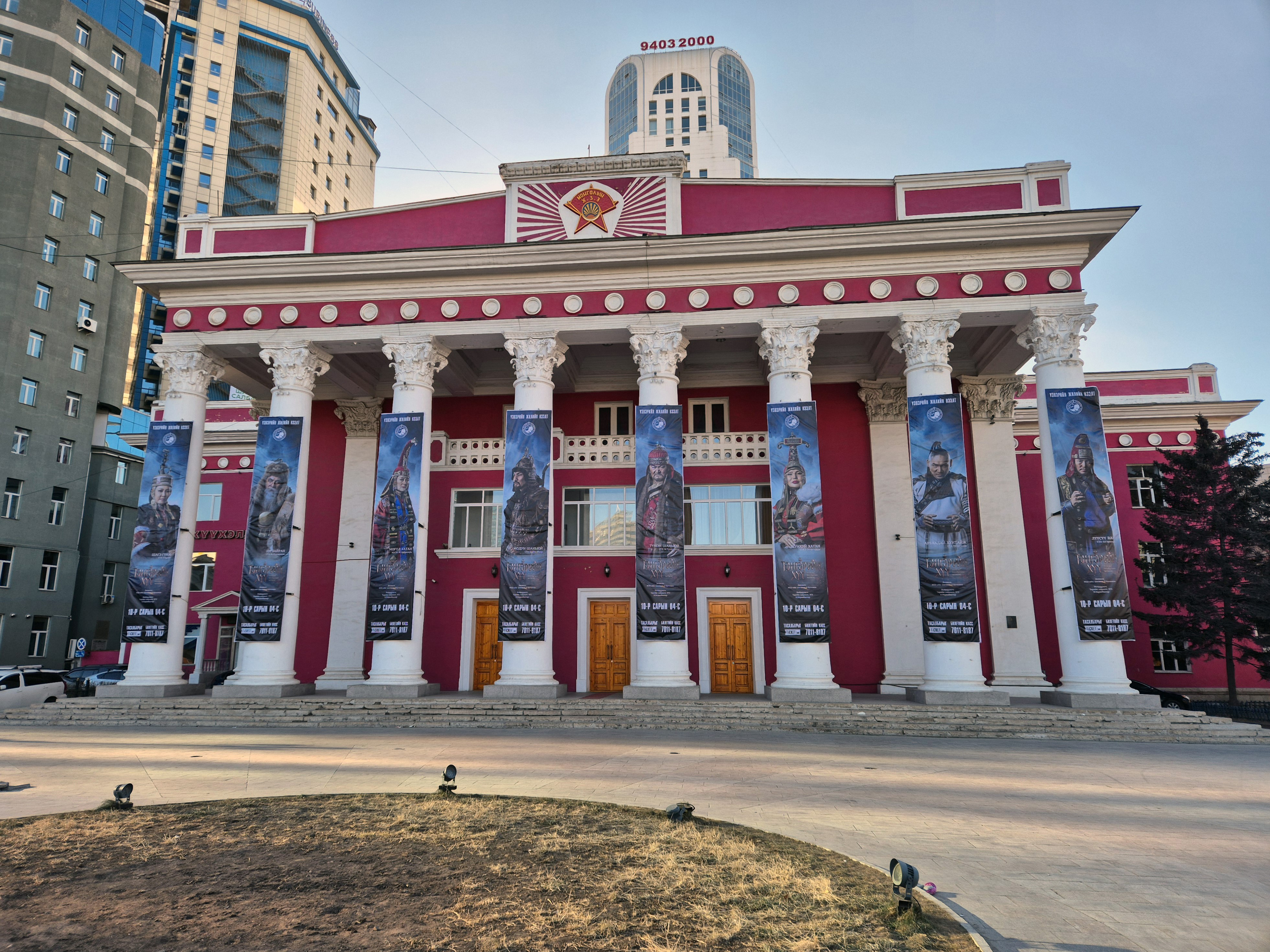
Классицизм и Монгольские традиции. Драматический театр. Архитектор Б. Чимед.

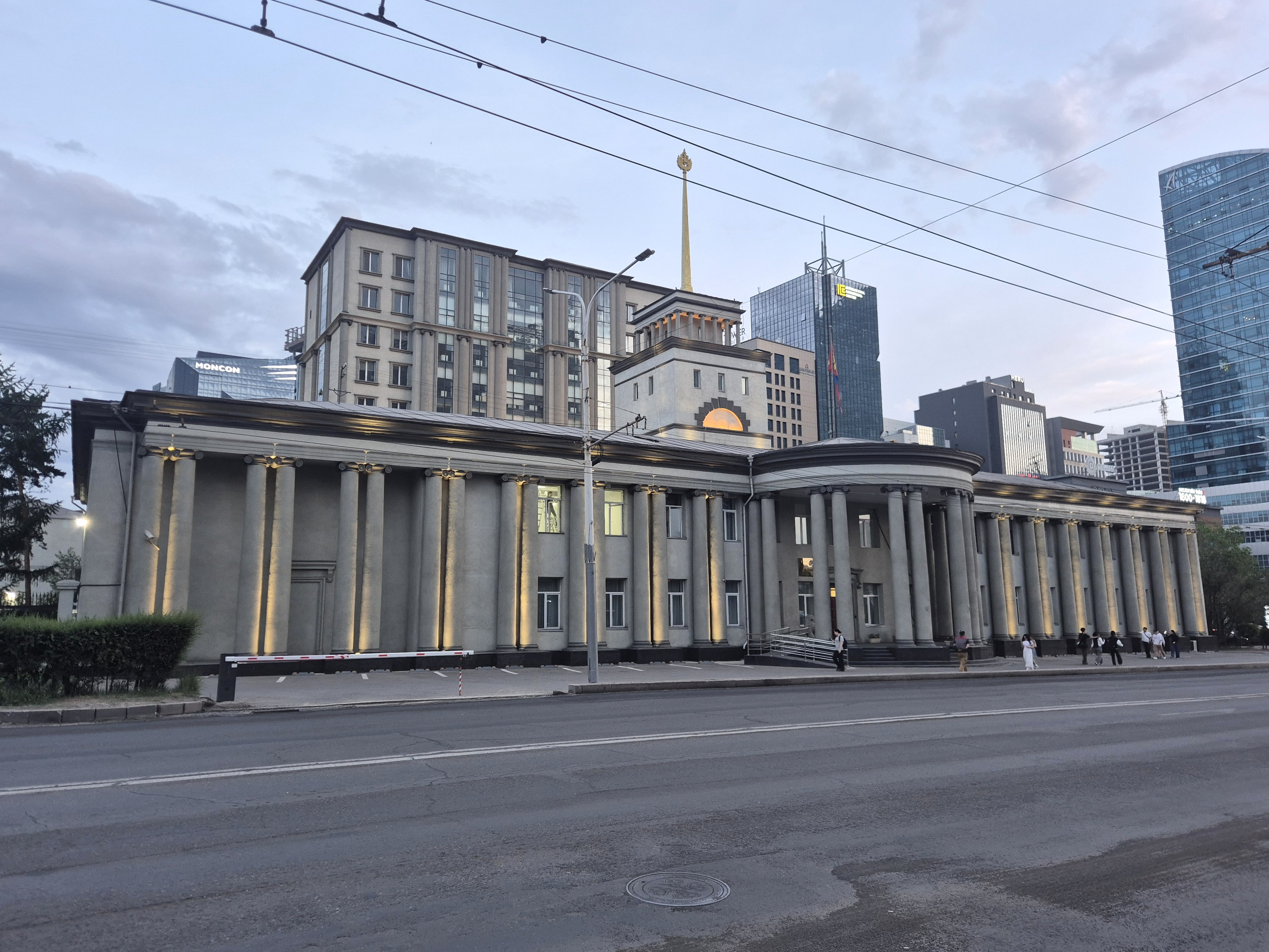
Классицизм. Министерство иностранных дел

Ансамбль города Улан-Батор был разработан советскими архитекторами, с развивающимися традициями классицизма в условиях социализма (Сталинский ампир). Здание Министерства иностранных дел, Государственный университет, Дом Правительства, Оперный театр, Государственная библиотека и многие другие общественные здания, построенные в этот период, показывают великолепие и элегантность европейского классицизма.
Монгольские архитекторы объединяли неоклассицизм с традиционными особенностями монгольской архитектуры. Развитие города Улан-Батор по-прежнему остается по инициативе Б. Чимеда, архитектора Драматического театра, Музея естественной истории и Улан-Баторской гостиницы. Эти работы являются доказательством его творческого поиска для развития народных традиций в современной архитектуре. Этому направлению последовали другие архитекторы, например, в таких зданиях, как Дом санитарного просвещения (ныне Министерство здравоохранения), астрономическая обсерватория, Корпус № 2 Государственного университета, и др.

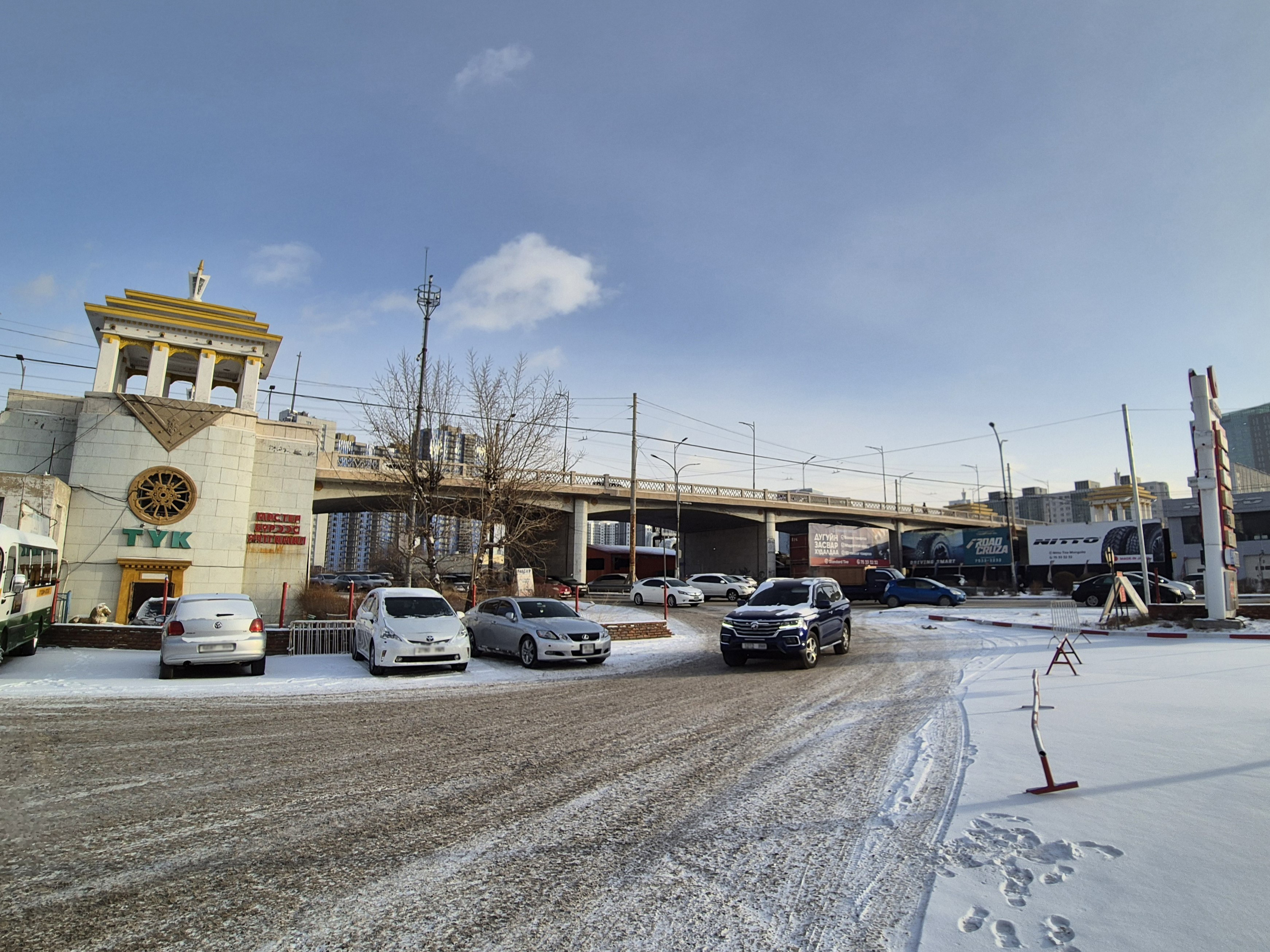
Мост мира в Улан-Баторе

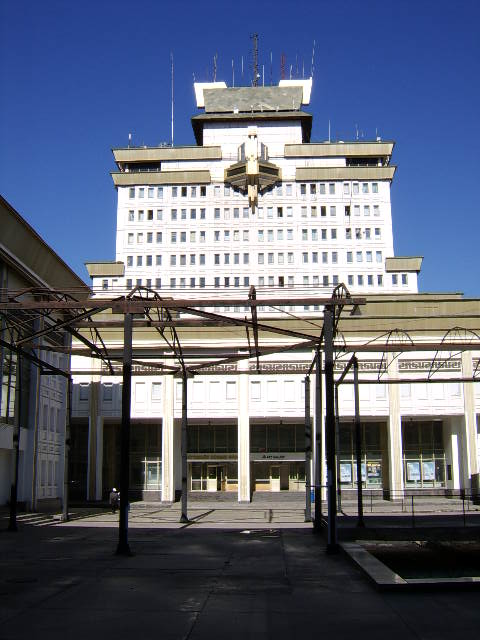
Башня здания национального дворца культуры

С 1960-х годов дизайн архитектуры был продиктован требованиями экономики и массового производства под влиянием эпох Хрущёва и Брежнева в СССР. В то же время начала 1960-х были повышенными инвестиции советских и китайских инвесторов из-за их конкуренции за влияние в Монголии. Такая конкуренция привела к ускоренному развитию страны. Таким образом, по обе стороны реки Дунд-Гол китайскими рабочими был построен мост мира.
Архитектура 1960-х и 1970-х годов представляет монотонность 4-, 5- и 9-этажных жилых домов с простыми прямоугольными формами за необходимостью дешевого и быстрого строительства. Вид городов становится все более скучным и унылым. Из-за враждебности между СССР и КНР Монголия вынуждена встать на какую-то из сторон, и заключает союз с СССР. Эта внешняя политическая ситуация привела к увеличению притока советских инвестиций. Квартиры строились интенсивно во всех направлениях вокруг Улан-Батора, в том числе в области к югу от реки Дунд-Гол, часто советскими солдатами. В течение этого периода были основаны полностью новые города Дархан, Эрдэнэт и Багануур.
С визитом Брежнева в 1974 году последовала постройка современного массива жилья. Он состоит из обширных 9- и 12-этажных зданий, расположенных вдоль улицы Аюши, придавая ей сходство со знаменитым Новым Арбатом в центре Москвы. Эта улица сегодня является скоплением торговых центров в столице Монголии.
Хотя в архитектуре этого времени мало художественного интереса, эти квартиры были удобные и просторные для условий семейной жизни с безопасными игровыми площадками для детей. Гордостью этой эпохи был Дворец бракосочетания в Улан-Баторе. Разработанный в монгольском стиле, он был в прекрасной гармонии с монастырем Чойжин ламын сум к северо-западу от него. По всей площади Дворца бракосочетаний и монастыря были уникальные архитектурные симфонии, которые потеряли вид на фоне застроек бизнес-зданий, хаотично появившихся в начале XXI века.
Монотонность городов была подвергнута критике на 4 последовательных съездах монгольской ассоциации архитекторов с 1972 года, однако никакого существенного улучшения достигнуто не было. Начало 1980-х годов принесло новые общественные здания, такие как Музей Ленина и кино Яалалт (ныне Тенгиз), которые добавили национальных особенностей в социалистические конструкции. Этнографический музей, расположенный в центре парка развлечений Улан-Батора, был разработан в качестве мнимого монгольского замка, окруженного стенами на острове посреди искусственного озера. Зимой дом Найрамдал (международный детский лагерь) был задуман как большой корабль, путешествующий в море. Одним из крупнейших памятников социалистического периода является Национальный дворец культуры. Хотя тут и есть некоторые формы монгольской архитектуры, основной конструкцией дворца стал социализм.

## Современный период
Перестройка и переход к демократическим ценностям выдали две тенденции: во-первых, это интерес к традиционной культуре и истории; во-вторых, свобода мысли в искусстве и архитектуре. Практически всё население Монголии сделало пожертвования на ремонт храма Ченрезига в монастыре Гандантэгченлин и повторного литья гигантской статуи Бодхисаттвы Авалокитешвары. Группа художников и архитекторов разработали амбициозный проект по изменению Улан-Батора в глубоко азиатский город. Они начали строить ворота с оттенками в традиционном стиле на улицах, а также в парке развлечений. Реализация их проекта остановились на начале серьёзного экономического кризиса. Тем не менее, буддийская сангха Монголии продолжает восстановление монастырей и создание новых.

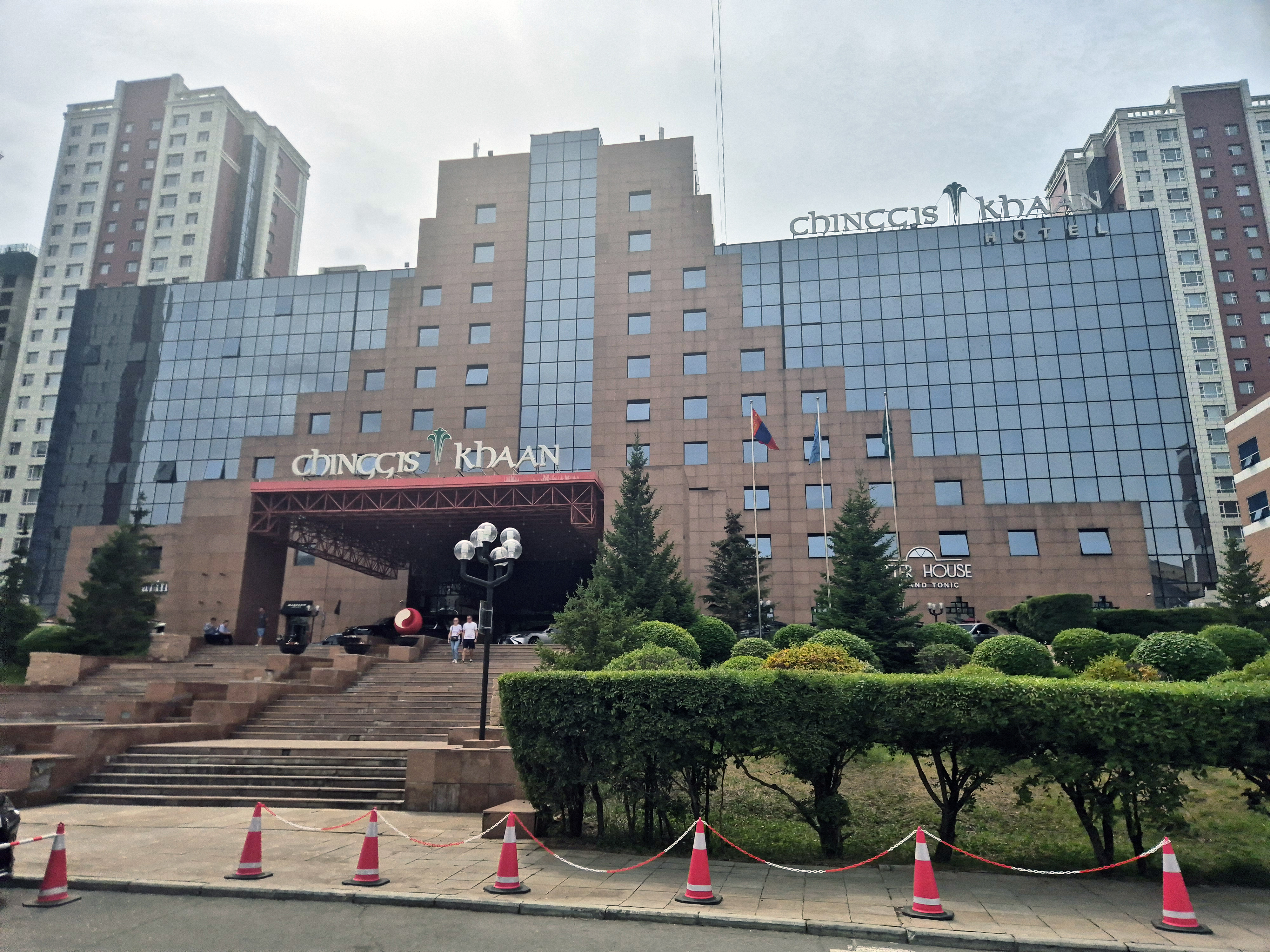
Отеля Чингис-хан в Улан-Баторе

Современная архитектура в конечном итоге заняла своё место, как только экономика начала оправляться от кризиса. Завершение строительства высотного здания Ардын банка (ныне хостинг Улан-Баторского банка), а также гигантский комплекс зданий отеля Чингис-хан во второй половине 1990-х годов положили начало новой эпохе в монгольской архитектуре.

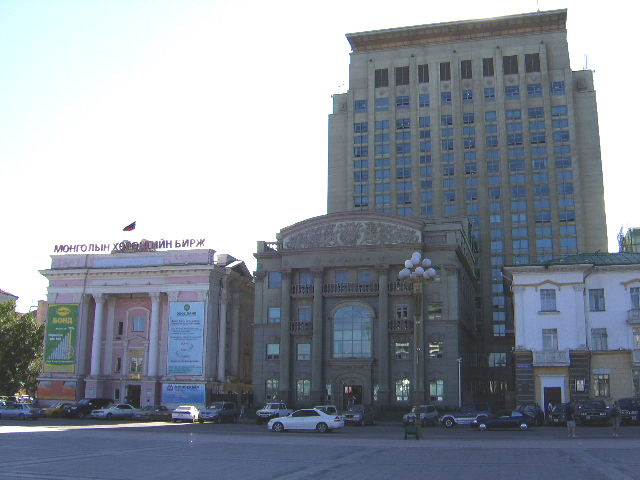
4-этажный фасад комплекса башни Бодхи, гармонирующий с окружающим ансамблем

Среди сооружений этого периода Башня Бодхи (2004) представляет собой интересное здание. Оно состоит из двух частей. Часть, обращенная к площади Сухэ-Батора, представляет собой 4-этажное здание, реализованное в стиле классицизма, прекрасно гармонирующее с архитектурным ансамблем 1950-х годов. И вторая часть — это высотная башня. Ещё одна работа этого периода — башня Нарантуул, признанная одной из самых элегантных конструкций в Улан-Баторе.
Фонтан «Серебряное дерево» в центре создает у посетителей впечатление путешествия во дворец великого хана в древнем Каракоруме.
Тогда ещё премьер-министр Цахиагийн Элбэгдорж назначил рабочую группу специалистов по вопросам разработки проекта по строительству нового города на месте древней столицы Каракорума. По его словам, новый Каракорум должен стать образцовым городом Монголии. После его отставки и назначения Энхболда Миеэгомбына в качестве премьер-министра этот проект был заброшен.